# Дорнелорский монастырь
Дорнелорский монастырь (рум. Mănăstirea Dornelor) — православный мужской монастырь в юрисдикции Православной старостильной церкви Румынии, расположенный в селе Нягра-Шарулуй в жудеце Сучава в Румынии.

## История
В 1984 году в Спасо-Преображенском Слэтьоарском монастыре произошёл пожар и при разбирательстве выяснилось, что возгорание произошло сразу в шести местах. Митрополит Сильвестр (Онофреи), а также епископ Нямецкий Демосфен (Йоницэ) обвинили в поджоге епископа Сучавского Косму (Лостуна), который в знак протеста удалился в своё родное село Нягра-Шарулуй, где на принадлежащем ему земельном участке начал строительство мужского монастыря.
В 1992 году епископ Косма заявил о выходе из Синода Православной старостильной церкви Румынии и образовал новую юрисдикцию — Румынскую истинную старостильную православную церковь, которая 25 мая 2000 года вошла в общение с Каллиникитским синодом ИПХ Греции. Так как в 1995 году епископ Косма перенёс инсульт и был частично парализован, его приняли в качестве епископа на покое, а экзархом Румынии назначили митрополита Эгинского Христофора (Ангелопулоса).
Епископ Косма скончался 4/17 февраля 2002 года. По просьбе родственников епископа Космы, отпевание почившего иерарха возглавил митрополит Власий (Могырзан) с митрополитом Оропосским и Филийским Киприаном (Куцумбасом) и другими иерархами. Также родственниками покойного епископ Космы недостроенный Дорнелорский монастырь был передан в юрисдикцию Православной старостильной церкви Румынии, а продолжение строительства в 2002 году принял на себя епископ Иосиф (Могырзан).